# Life in the Fast Lane
"Life in the Fast Lane" är en sång skriven av Joe Walsh, Glenn Frey och Don Henley, inspelad av den amerikanska countryrockgruppen Eagles till deras studioalbum Hotel California 1976. Den var albumets tredje singel, och nådde som högst placeringen #11 på Billboard Hot 100.
Sången handlar om ett pars överdrivna livsstil.
2007 spelade Jill Johnson in en cover på sången på sitt album "Music Row".
I spåret Livin' It Up på Limp Bizkits album Chocolate Starfish and the Hot Dog Flavored Water samplas frasen life in the fast lane. Frey, Henley och Walsh står där med som låtskrivare.

### Fotnoter
1. ↑  ”Music Row”. Svensk mediedatabas. 26 februari 2007. http://smdb.kb.se/catalog/id/002206876. Läst 24 maj 2011.